# レゴ バットマン2 DCスーパーヒーロー
レゴ バットマン2 DCスーパーヒーロー（英: LEGO Batman 2: DC Super Heroes）は、2012年に製作されたレゴのゲームである。

## 概要
ゴッサムシティを舞台にジョーカーとレックス・ルーサーの陰謀を阻止するというのがこのゲームの大まかな内容である。
ゲーム内の世界はレゴブロックでできており、ブロックを崩してアイテムを作ったりパズルを解くことが可能である。
前回の『レゴ バットマン THE VIDEO GAME』とは違ってオープンワールド形式になっており、バットマン以外にもスーパーマンやフラッシュといった様々なDCコミックスのヒーローでゴッサムシティを縦横無尽に駆け回ることができるなどレゴゲーム初のシステムもある プレイ可能なキャラクターは70名にもおよび、スーパーマンなら空を飛べるなど、キャラ一人一人に個性が与えられている。また、バットモービルなどの乗り物も用意されており自由に乗り降りすることができる。
Wii U版のみWii U GamePadを用いた協力プレイを行うことが可能である   。それ以外のプラットフォームでも協力プレイは可能だが、その際はオープンワールドの体裁を崩さないために画面が2分割される 。
やりこみ要素も豊富に用意されており、海外レビューでもレゴゲーム最高の出来と評価された。
2015年、続編となる「LEGO バットマン3 ザ・ゲーム ゴッサムから宇宙へ」が発売され、3作目を持ってようやく日本でも発売となった。主人公バットマンの声優は「LEGO ムービー」及び同作のゲーム版に於ける「山寺宏一」が引き続き担当した。

## 登場キャラクター
- バットマン（声 - トロイ・ベイカー）
- ジョーカー（声 - クリス・スミス）
- トゥーフェイス（声 - トロイ・ベイカー）
- ロビン（声 - チャーリー・シュラッター）
- ナイトウィング（声 - カム・クラーク）
- ペンギン（声 - スティーヴン・ブルーム）
- リドラー（声 - ロブ・ポールセン）
- ミスター・フリーズ（声 - タウンゼンド・コールマン）
- クレイフェイス（声 - フレッド・タタショア）
- キャットウーマン（声 - キャサリン・ヴォン・ティル）
- ポイズン・アイビー（声 - ローラ・ベイリー）
- スケアクロウ（声 - ノーラン・ノース）
- ベイン（声 - スティーヴン・ブルーム）
- ハーレークィン（声 - ローラ・ベイリー）
- レックス・ルーサー（声 - クランシー・ブラウン）
- マンバット（声 - フレッド・タタショア）
- スーパーマン（声 - トラヴィス・ウィリン）
- ブレイニアック（声 - トロイ・ベイカー）
- アルフレッド・ペニーワース（声 - スティーヴン・ブルーム）
- ジェームズ・ゴードン（声 - タウンゼンド・コールマン）
- キラークロック（声 - フレッド・タタショア）
- マッドハッター（声 - タウンゼンド・コールマン）
- ハッシュ（声 - ノーラン・ノース）
- アクアマン（声 - ブライアン・ブルーム）
- サイボーグ（声 - ブライアン・ブルーム）
- ホークガール（声 - カリ・ウォールグレン）
- ロイス・レーン（声 - ブリジット・ホフマン）